# Sophie Adenot
Sophie Marie Laurence Adenot (Imphy,5 de julho de 1982) é uma astronauta, engenheira e piloto francesa, além de tenente-coronel da Força Aérea e Espacial. É a primeira mulher piloto de teste de helicóptero na França, tendo sido nomeada astronauta em 23 de novembro de 2022 pela Agência Espacial Europeia.

## Primeiros anos
Sophie Adenot nasceu em 5 de julho de 1982 em Imphy, na região da Borgonha. Em 2004 ela obteve um diploma em engenharia pelo Instituto Superior de Aeronáutica e Espaço (Isae-Supaéro) de Toulouse, onde obteve a licença de piloto privado. Ela continuou seus estudos no Instituto de Tecnologia de Massachusetts (MIT), onde obteve sua licença de pára-quedismo esportivo.
Em outubro de 2005, ela foi admitida com título na École de l'Air em Salon-de-Provence como cadete aeronáutica. Ela obteve sua licença de planador antes de continuar como piloto de helicóptero.

## Carreira

### Airbus Helicopters
Após sua formação como engenheira, a empresa Airbus Helicopters a recrutou para trabalhar no escritório de design de cockpits de helicópteros.

### Força Aérea e Espacial
Ela pilota helicópteros Caracal para operações militares de socorro.
Em 1º de agosto de 2006, a "aspirante Sophie Marie Laurence Adenot" foi promovida ao posto de tenente da Força Aérea, em 1º de agosto de 2009 ao posto de capitão, em 1º de dezembro de 2014 ao posto de comandante e em 26 de maio de 2021 à patente de tenente-coronel.
Em 2018, ela se tornou a primeira mulher piloto de testes de helicóptero na França. Ela segue o mesmo caminho de Jacqueline Auriol, pioneira da aviação francesa, que foi a primeira francesa a pilotar aviões a jato.
Em 1º de novembro de 2020, obteve a patente técnica opção “estudos científicos e técnicos”, ramo “escola de guerra”.

### Astronauta
Em 23 de novembro de 2022, ela faz parte da nova promoção de astronautas da Agência Espacial Europeia.

## Compromissos
Patrocinadora do programa Ose, meio de abertura social do ISAE-Supaero, ela atende alunos do ensino fundamental e médio de diferentes contextos rurais e desfavorecidos para contar e compartilhar sua trajetória profissional e incentiva os jovens a se envolverem em áreas científicas e técnicas, para tornar-se um engenheiro. Os alunos do colégio Vauquelin em Toulouse a conheceram.

## Prêmios
- Cavaleiro da Ordem Nacional do Mérito[19]